# Джафаров, Байрам Исмаил оглы
Байрам Исмаил оглы Джафаров (азерб. Bayram İsmayıl oğlu Cəfərov; 22 марта 1906, Андреевка, Бакинская губерния — 2 октября 1992, Учтапа, Джалилабадский район) — советский азербайджанский хлебороб, Герой Социалистического Труда (1951).

## Биография
Родился 22 марта 1906 года в селе Андреевка Ленкоранского уезда Бакинской губернии (ныне село Каразанджир Джалилабадского района Азербайджана). В малолетнем возрасте вместе с семье переехал в село Учтапа.
Участник Великой Отечественной войны. Демобилизован в результате ранения в 1943 году.
С 1928 года колхозник, с 1930 года тракторист Пришибской МТС, с 1939 года комбайнёр Астрахан-Базарской МТС, с 1958 года комбайнёр совхоза имени 22 партсъезда Джалилабадского района. Хорошо разбирался в агротехнике и тщательно изучал механизмы. В 1950 году за 25 рабочих дней комбайном «Сталинец» намолотил более 10000 центнеров. Указом Президиума Верховного Совета СССР от 27 июля 1951 года за достижение в 1950 году высоких показателей на уборке и обмолоте зерновых культур Джафарову Байраму Исмаил оглы присвоено звание Героя Социалистического Труда с вручением ордена Ленина и золотой медали «Серп и Молот».
Участник ВДНХ в 1953 году. Активно участвовал в общественной жизни Азербайджана. Член КПСС с 1941 года. Депутат Верховного Совета Азербайджанской ССР 2-го, 3-го и 4-го созывов. Член Астрахан-Базарского райкома КП.
С 1966 года пенсионер союзного значения.
Скончался 2 октября 1992 года в селе Учтапа Джалилабадского района.